# Kartasana
Kartasana is een bestuurslaag in het regentschap Pandeglang van de provincie Banten, Indonesië. Kartasana telt 1855 inwoners (volkstelling 2010).